# Athetis asinina
Athetis asinina är en fjärilsart som beskrevs av Saalmüller 1891. Athetis asinina ingår i släktet Athetis och familjen nattflyn. Inga underarter finns listade i Catalogue of Life.